# Acanthodiaptomus tibetanus
Acanthodiaptomus tibetanus är en kräftdjursart som först beskrevs av Daday 1908.  Acanthodiaptomus tibetanus ingår i släktet Acanthodiaptomus, och familjen Diaptomidae. Arten är reproducerande i Sverige.